# Открытый формат
Открытый формат файла — общедоступная спецификация хранения цифровых данных, обычно разрабатываемая некоммерческой организацией по стандартизации, свободная от лицензионных ограничений при использовании. В частности, должна быть возможность включать поддержку открытых форматов как в свободное/открытое, так и в проприетарное ПО, распространяемое по лицензиям, характерным для каждого из этих типов. В отличие от открытых, проприетарные форматы создаются и контролируются обычно частными компаниями и служат их интересам. Открытые форматы являются подмножеством открытых стандартов.
Главная цель открытых форматов — гарантировать возможность доступа к данным в течение долгого времени безо всякой оглядки на лицензионные права и технические спецификации. Другая цель — активизировать конкуренцию вместо того, чтобы позволять компании — автору проприетарного формата — препятствовать конкурирующим продуктам. В последние годы правительственные организации многих стран проявляют всё больший интерес к открытым форматам.

## Свободное или открытое ПО и открытые форматы
Связь между открытыми форматами и свободным/открытым исходным кодом часто понимается неверно. Многие производители проприетарных программ охотно используют в своих продуктах открытые форматы, в то время как в свободном/открытом ПО зачастую приходится использовать форматы проприетарные. К примеру, HTML — открытый формат разметки web‐страниц, является основой работы как проприетарных (Microsoft Internet Explorer), так и свободных (Mozilla Firefox) web-браузеров. Наконец, некоторые компании публикуют спецификации разработанных ими форматов, позволяя использовать их в различном ПО для различных платформ: это форматы PDF от Adobe, RTF от Microsoft. OpenOffice.org, свободный офисный пакет может работать как с многими открытыми форматами, такими как OpenDocument, так и с проприетарными, например двоичный формат файлов Microsoft Word 97—2000 от Microsoft. Однако некоторые проприетарные форматы защищены соглашениями, запрещающими их использование в свободном/открытом ПО (по крайней мере под лицензиями, свойственными для него, такими как GNU GPL). Распространено мнение, что подобные форматы препятствуют конкуренции в сфере ПО, так как приводят к замыканию на поставщике (англ. Vendor lock-in).

## Примеры открытых форматов
- OASIS OpenDocument Format for Office Applications (формат офисных документов);
- LaTeX (язык разметки страниц, используется при подготовке печатных изданий);
- DVI (язык описания печатных страниц);
- TXT (формат неформатированного текста);
- HTML/XHTML (язык разметки web-страниц);
- OpenEXR (формат изображений);
- PNG (формат изображений);
- SVG (формат изображений);
- FLAC (аудиоформат);
- Контейнер Ogg; Ogg Vorbis (аудиоформат) и Ogg Theora (видео формат);
- XML (универсальный язык разметки);
- 7z (формат сжатия данных);
- CSS
- CSV
- DjVu
- EAS3
- ELF
- FreeOTFE
- Hierarchical Data Format
- iCalendar
- JSON
- LTFS
- NetCDF
- NZB
- PHP
- RSS
- SDXF
- SFV
- TrueCrypt
- WebDAV
- YAML

### Архивирование и сжатие
- .7z
- bzip2
- gzip
- PAQ
- Tar
- xz
- .ZIP

### Документы
- .HTML
- UTF
- DVI — device independent (TeX)
- .EPUB
- LaTeX
- Office Open XML
- .ODT
- OpenXPS
- .PS

### Мультимедиа
- ALAC
- CMML
- DAISY Digital Talking Book (официально поддерживает аудио только в форматах WAV и платных MP3 и AAC)
- FLAC
- JPEG 2000
- .MKV
- MNG
- Musepack
- Ogg
- PNG
- SMIL
- Speex
- SVG
- VRML/X3D
- WavPack
- WebM
- XSPF
- BPG